# Communauté de communes du Carluxais Terre de Fénelon
Die Communauté de communes du Carluxais Terre de Fénelon ist ein ehemaliger französischer Gemeindeverband (Communauté de communes) im Département Dordogne und der Region Aquitanien. Er wurde am 19. Dezember 2000 von sechs Gemeinden als Communauté de communes du Carluxais gegründet.
Am 23. November 2003 traten die Gemeinden der Communauté de communes du Pays de Fénelon (Calviac-en-Périgord, Sainte-Mondane, Saint-Julien-de-Lampon et Veyrignac) bei. Entsprechend wurde der Name der Communauté geändert. Am 1. Januar 2011 verließ die Gemeinde Carsac-Aillac die Communauté de communes du Périgord Noir und trat ebenfalls der Communauté de communes du Carluxais Terre de Fénelon bei.
2013 wurde sie mit der Communauté de communes du Salignacois zur Communauté de communes du Pays de Fénelon fusioniert.

## Mitglieder
1. Calviac-en-Périgord
2. Carlux
3. Carsac-Aillac
4. Cazoulès
5. Orliaguet
6. Peyrillac-et-Millac
7. Prats-de-Carlux
8. Sainte-Mondane
9. Saint-Julien-de-Lampon
10. Simeyrols
11. Veyrignac

## Quelle
- Le SPLAF - (Website zur Bevölkerung und Verwaltungsgrenzen in Frankreich (frz.))